# Mosteiro Real de Santa Maria de Sigena

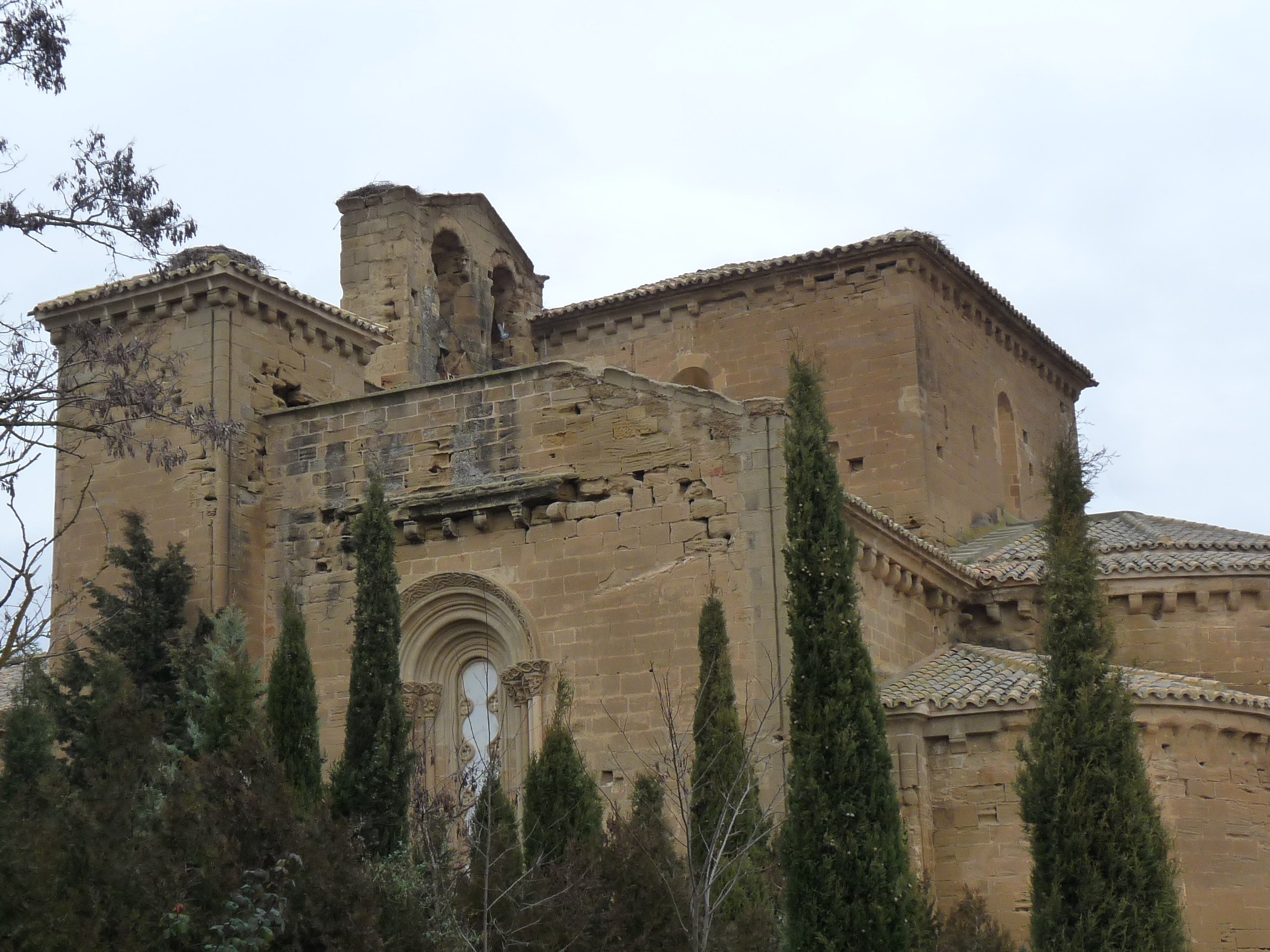
Foto do exterior do Mosteiro Real de Santa Maria de Sigena, localizado em em Villanueva de Sigena, região de Aragão, Espanha

Mosteiro Real de Santa Maria de Sigena (em castelhano:  Real Monasterio de Santa María de Sigena) é um convento em Villanueva de Sigena, região de Aragão, Espanha. Construído entre 1183 e 1208, a igreja românica foi fundada pela Rainha Sancha de Castela, esposa de Alfonso II de Aragão. 
O Arquivo Geral da Coroa de Aragão, repositório oficial da documentação real da Coroa desde o reinado de Afonso II (século XII), estava localizado neste mosteiro até ao ano 1301.
A igreja do convento tem a forma de cruz latina. Possui nave única, amplo transepto e três capelas. Também há elementos da arquitectura cisterciense e mudéjar, como nos telhados e nas janelas. O portal de entrada principal apresenta quatorze arquivoltas.